# Rondani
I Rondani (pronuncia: Róndani) sono una famiglia nobile parmense, originaria di Faenza. Fu proprietaria di beni a Mezzano Rondani fin dai tempi in cui il paese era ancora situato sulla sponda sinistra del fiume Po nelle campagne di Casalmaggiore.

## Storia
La storia della famiglia è strettamente legata col paese di Mezzano Rondani in provincia di Parma in cui essa possedeva diversi beni. 
Il paese sorse nelle vicinanze di Casalmaggiore in provincia di Cremona sulla riva sinistra del fiume Po. Il progressivo spostamento del corso del fiume verso nord causò l'erosione e la scomparsa di diversi territori delle campagne casalasche. Le terre di Mezzano Rondani evitarono questa fine essendo trasformate alla fine del XIV secolo in isola del fiume. 
Venendosi a trovare ora su un'isola il paese assunse il nome Mezzano, toponimo abitualmente attribuito in epoca tardomedievale alle isole del Po. Il secondo nome del villaggio invece deriva dall'omonima famiglia che lo possedeva, ma viene anche avanzata l'ipotesi contraria: forse il cognome originario della famiglia era Bariani e in seguito venne mutato in Rondani dal nome del loro possedimento.
Seguitando l'erosione della sponda lombarda, nuovi materiali alluvionali furono depositati in corrispondenza della riva parmense fino a saldarla con l'isola prospiciente. I terreni di Mezzano Rondani, ora meno esposti alle piene del fiume ripresero a essere coltivati intensivamente e a sorgere nuove abitazioni tanto da divenire all'epoca il più popoloso tra i tre Mezzani.
I Rondani da casalaschi divennero in questo modo parmensi, agli inizi del XV secolo alcune famiglie della casata risiedevano a Casalmaggiore ma la maggior parte era residente a Mezzano Rondani. Giliolo Rondani fu il primo della famiglia a stabilirsi nella vicina città di Parma. A lui si deve l'edificazione in località Zappona della seconda chiesa di Mezzano Rondani, dopo che la prima andò distrutta a seguito distacco del paese dalla riva cremonese. 
Giliolo morì nel 1401, lasciando in testamento il beneficio di San Giacomo nella chiesa della Santissima Trinità di Parma, disponendo che una sua abitazione nei pressi della stessa chiesa fosse utilizzata per ospitare pellegrini e famiglie indigenti. A ricordo del benefattore sull'ospizio fu posta una pietra scolpita con l'immagine di un pellegrino e la data MCCCC. Altre due sue abitazioni a Casalmaggiore furono destinate allo stesso scopo, lasciando al parroco pro tempore di Mezzano Rondani la facoltà di decidere quali famiglie povere ammettere a questo ospizio. Fece infine dono alla chiesa di Mezzano Rondani di diversi suoi terreni nei pressi del paese, nel casalasco e nelle vicinanze di Parma.
Tra i personaggi illustri della famiglia si annoverano militari, ecclesiastici, scienziati, letterati e pittori.
La famiglia ottenne il 10 aprile 1685 la patente di nobiltà da Ranuccio II Farnese grazie ai servizi resi da Giovanni, capitano dell'esercito del Ducato di Parma.

## Arma
Fascia di rosso su argento accompagnata da 3 rondini poste 2,1 al naturale di cui le superiori affrontate.
Sulla chiesa parrocchiale di Mezzano Rondani è presente una lapide in arenaria su cui sono raffigurati lo stemma della famiglia Rondani e l'anno 1394. Un'altra lapide presente nella chiesa di Fossacaprara datata 1532 riporta lo stemma di famiglia di Gianbattista Rondani parroco della chiesa stessa.

## Esponenti di spicco della famiglia
- Giliolo Rondani (?-1401)[7]
- Rondanino Rondanini (?-1425), capitano di ventura[8]
- Giovanni Rondani (?-1515), pittore[9]
- Zaccaria Rondani (?-1547), vescovo della diocesi di Alatri[10]
- Francesco Maria Rondani (1490-1550), pittore
- Bartolemo Rondani (1586-1592), capitano delle truppe del Ducato di Parma[11]
- Giovanni Rondani (?-1666), capitano delle truppe del Ducato di Parma[12]
- Camillo Rondani (1808-1879), entomologo
- Alberto Rondani (1846-1911), poeta e letterato
- Umberto Rondani (1941-2023), manager e rugbista

## Edifici religiosi
- Chiesa di Santa Maria Annunziata a Mezzano Rondani
- Chiesa della Santissima Trinità a Parma

## Edifici civili
- Castello di Guardasone a Traversetolo